# Wiesław Cupała
Wiesław Cupała (também conhecido como "Rotmistrz (Rittmeister)"; 27 de agosto de 1956) é um artista polonês, escritor, matemático, editor do site do movimento Wolność i Pokój (Liberdade e Paz) e um dos líderes da Alternativa Laranja.

## Carreira
Em 1981, Cupała concluiu a Faculdade de Matemática, Física e Química da Universidade de Wrocław. Em 1985, ele defendeu sua tese na Academia Polonesa de Ciências em Wrocław. De 1987 a 1994, ele trabalhou lá como professor. De 1994 a 2003, trabalhou como professor na Faculdade de Matemática, Informática e Econometria da Universidade de Zielona Góra. De 2003 a 2007, foi professor sênior na Faculdade de Problemas Fundamentais de Tecnologia da Universidade de Ciência e Tecnologia de Wrocław. De 2008 a 2010, trabalhou como recrutador na empresa Power Media.

## Atividade política
Nos anos de 1976 a 1980, Cupała cooperou com editoras do Comitê de Defesa dos Trabalhadores e do Comitê de Autodefesa Social (KOR). Ele também foi cofundador do Studencki Komitet Solidarności we Wrocławiu (Comitê de Autodefesa Estudantil em Wrocław). Em novembro e dezembro de 1981, ele foi cofundador, editor, autor e impressor da revista Na strajku ("Em greve"). Durante a lei marcial na Polônia, ele foi brevemente internado de 18 de fevereiro a 15 de março de 1982 em um campo de concentração em Nysa. De 1982 a 1989, trabalhou para as editoras Solidarność Walcząca (Luta pela Solidariedade) como impressor e distribuidor. De 1983 a 1987, ele usou seu apartamento para apresentar os programas de rádio da Rádio Solidariedade. Um transmissor também foi localizado em seu apartamento durante o período. De 1982 a 1988, trabalhou como tipógrafo para o Biuletyn Dolnośląski (Boletim da Baixa Silésia). De 1990 a 1991, foi membro do Partia Wolności (Partido da Liberdade). Por sua atividade, Cupała foi premiado com a Cruz da Luta Solidária (Krzyż Solidarności Walczącej).

## Alternativa Laranja
Em 1981, Cupała foi um dos iniciadores e membros do movimento Orange Alternative. Ele foi editor da revista Orange Alternative e, junto com o Major Waldemar Fydrych, criou os dois primeiros anões, um pintado em um transformador no distrito de Sępolno e o outro em um prédio de apartamentos em Biskupin. Ele também criou e organizou acontecimentos. Durante as eleições legislativas polacas de 1989, Cupała foi chefe de gabinete de Fydrych, que concorreu como candidato independente.